# Kryselefantin

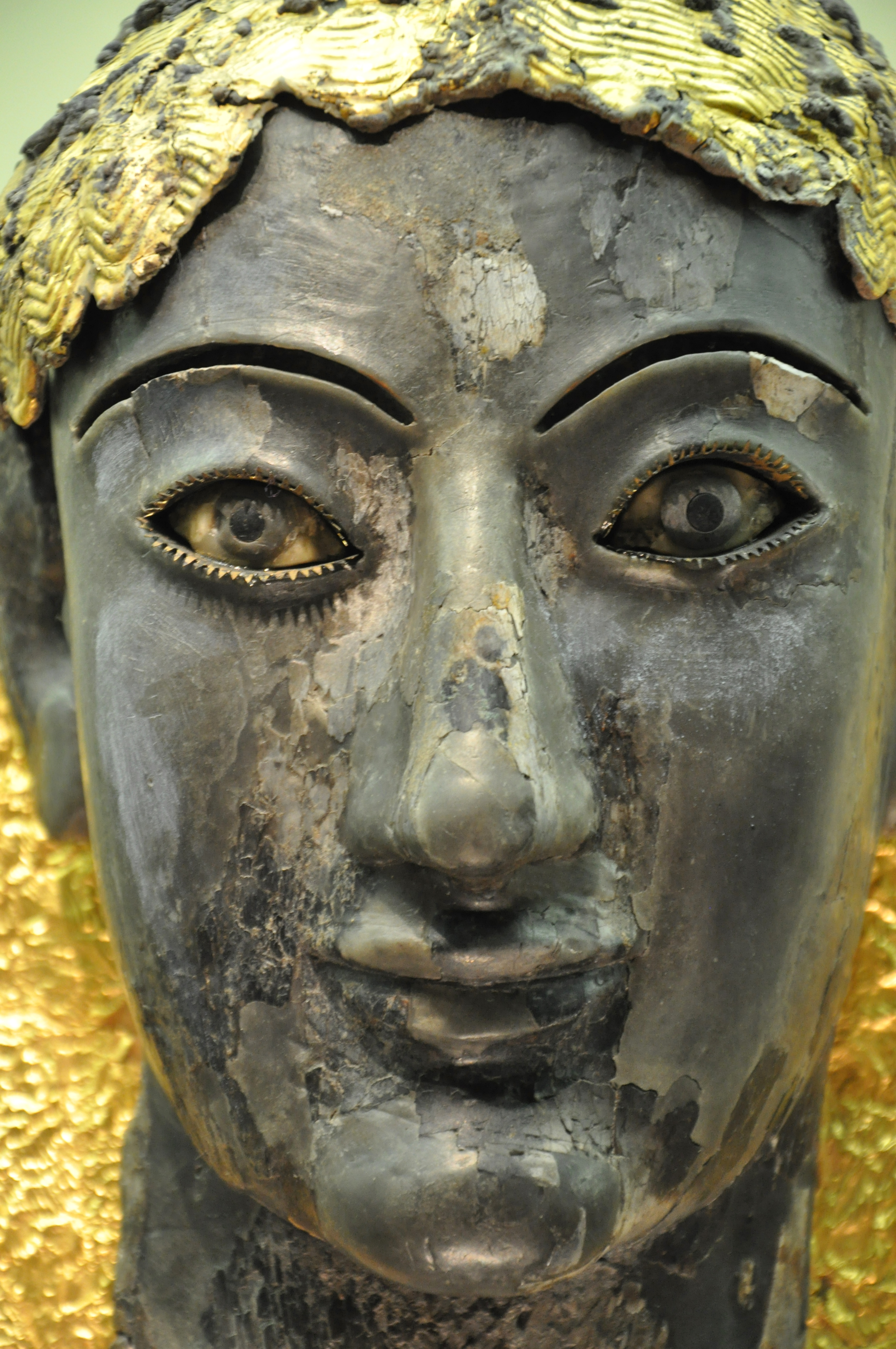
Denna arkaiska skulptur i Delfis arkeologiska museum är utförd av guld och (eldskadat) elfenben.

Kryselefantin var en antik teknik att göra konstföremål, ofta skulpturer eller statyer, med en blandning av guld och elfenben över en stomme av trä. Elfenbenet användes för att återge figurens nakna partier (huvud, händer, fötter), guldet för hår, kläder, vapen med mera.
Fynd av kryselefantin går tillbaka till 1500 år f.Kr. Särskilt i Antikens Grekland förekom kultfigurer gjorda i kryselefantin. Exempel på kultstatyer är Zeusstatyn i Olympia, statyn av Athena Parthenos i Parthenontemplet i Aten, statyn av Asklepios i Asklepios tempel i Epidaurus och statyn av Hera i Heraion på Argos.